# Gianni Zuiverloon
Gianni Michel Eugène Zuiverloon (ur. 30 grudnia 1986 w Rotterdamie) – holenderski piłkarz grający na pozycji obrońcy. Od 2016 jest zawodnikiem Cultural Leonesa.

## Kariera klubowa
Karierę zaczynał w wieku sześciu lat, trenując w Feyenoordzie. Przez 11 lat grał w młodzieżowych drużynach zespołu z Rotterdamu. W końcu w sezonie 2004/05, ówczesny trener Portowców Ruud Gullit ściągnął go do pierwszego zespołu. Wówczas to zadebiutował w Eredivisie w meczu z Willem II Tilburg. Miało to miejsce 22 sierpnia 2004 roku. Łącznie rozegrał 10 spotkań w sezonie, nie strzelając żadnego gola. W następnym roku został wypożyczony do RKC Waalwijk, aby miał okazję do większej ilości występów. Wypożyczenie okazało się dobrą decyzją. Zuiverloon rozegrał 28 spotkań, zdobywając jedną bramkę. Jednak po powrocie do Rotterdamu zrezygnowano z niego, wobec czego Gianni podpisał trzyletni kontrakt z SC Heerenveen. W tym klubie grał do 2008 roku.
2 lipca 2008 Zuiverloon odszedł z Heerenveen i podpisał trzyletni kontrakt z angielskim West Bromwich Albion, beniaminkiem Premiership. Zespół ten zapłacił za niego 3,2 miliona funtów. W nowej drużynie zadebiutował 23 sierpnia w przegranym 1:2 ligowym spotkaniu z Evertonem. W debiutanckim sezonie wystąpił dotychczas w jeszcze dziewięciu pojedynkach. W 2010 roku był wypożyczony do Ipswich Town. W 2011 roku odszedł z Angielskiego klubu do RCD Mallorca. W 2012 roku został wypożyczony do Heerenveen. W 2013 roku przeszedł do ADO Den Haag, a w 2016 do Cultural y Deportiva Leonesa.

## Kariera reprezentacyjna
Gianni Zuiverloon jest regularnym zawodnikiem holenderskiej kadry U-21. Był wraz z nią na Młodzieżowych Mistrzostwach Europy U-21 w 2006 roku, na których zagrał w trzech spotkaniach. W 2007 roku, Foppe de Haan powołał go do składu Jong Oranje na Młodzieżowe Mistrzostwa Europy U-21, które odbywały się w jego ojczyźnie. Zuiverloon w roku 2008 został powołany również na Igrzyska Olimpijskie.